# Lohme (Rügen)
Lohme è un comune situato sull'isola di Rügen nel Meclemburgo-Pomerania Anteriore, in Germania.
Appartiene al circondario (Landkreis) della Pomerania Anteriore-Rügen ed è parte della comunità amministrativa (Amt) di Mönchgut-Granitz.

## Geografia fisica

### Posizione
La cittadina si trova nella parte nord-orientale dell'isola di Rügen, a nord delle bianche scogliere di Stubbenkammer, situate all'interno del Parco nazionale di Jasmund.

### Quartieri
Al comune di Lohme appartengono i quartieri (Ortsteile) di Blandow, Hagen, Nardevitz, Nipmerow e Ranzow.